# Gemas enanas
Las gemas enanas (también conocidas como Mini Gems, en inglés ) son dulces masticables y sólidos similares a las pastillas de goma  pero mucho más duras. Se fabrican con azúcar, jarabe de glucosa, almidón de maíz y/u otros almidones, gelatina de origen animal y diversos colorantes y saborizantes.
Las gemas enanas eran muy populares en el norte de Inglaterra y eran una de las marcas más vendidas de The Lion Confectionery Company. En 1995, la empresa unió fuerzas con la marca Maynard's de Cadbury Trebor Bassett para comercializar el dulce en todo el país. En el momento en que se cambió la marca del dulce bajo la bandera de Maynard's, las gemas enanas negras se cambiaron de sabor regaliz a grosella negra, pero solo en el producto embolsado; las que se venden sueltas, en frascos y cajas, siguen siendo sabor regaliz. Algunos de los nuevos productos embolsados ahora han reintroducido el sabor a regaliz.
Un importante punto de venta de las gemas enanas es que a menudo se vendían sueltas en un frasco o barril. Esto las hizo económicos y ayudó a aumentar su popularidad.
Las gemas enanas son producidas por una amplia variedad de otras empresas. Glisten Confectionery los fabrica bajo su marca Victoria y en 2007 anunció que eliminarían todos los colorantes y saborizantes artificiales de los dulces. Muchos supermercados y tiendas como Asda,Tesco, Marks and Spencer y Sainsbury's fabrican sus propias versiones.
El dulce es tan popular que el Liverpool Football Club en un momento vendió sus propios envases de gemas enanas, y el dulce aparece frecuentemente en las listas de "dulces favoritos".
Las gemas enanas ahora se venden en una amplia variedad de colores y sabores, lo que aumenta las opciones que tienen los consumidores a la hora de comprarlas.
En enero de 2022, Marks and Spencer anunció que cambiarían el nombre de su dulce a 'Mini gemas', después de que una campaña de la Dra. Erin Pritchard, académica de la Universidad Liverpool Hope, se quejara de la palabra 'enanas', que consideraba su origen en un espectáculo de fenómenos victoriano, donde personas discapacitadas eran explotadas, era ofensivo para las personas que padecían la rara enfermedad del enanismo. La reacción en las redes sociales fue diversa.  Tesco y Maynards Bassetts hicieron lo mismo ese mismo año.